# زایکو
زایکو (انگلیسی: ZICO) شرکت نوشیدنی آمریکایی است، که در سال ۲۰۰۴ تأسیس شد.